# Lucía Asué Mbomio Rubio
Lucía Asué Mbomío Rubio (Alcorcón, 1981), conocida como Lucía Mbomío, es una periodista, activista antirracista y escritora española. Actualmente es reportera del programa Aquí la Tierra de TVE y colabora con la comunidad en línea para las mujeres afrodescendientes Afroféminas. 

## Biografía
Lucía Asué Mbomío Rubio es hija de José Mbomío, un profesor de etnia fang nacido en Río Muni en la Guinea Española (ahora Guinea Ecuatorial), y de Sofía Rubio, una española nacida en Juarros (Segovia), que se conocieron en la Escuela de Ingeniería Técnica Industrial de Madrid.
Ella es licenciada en Periodismo por la Universidad Complutense de Madrid y máster en Ayuda Internacional y Desarrollo. Además, es diplomada en Dirección y Guion de Documentales por el Instituto del Cine Madrid.
Ha trabajado en numerosos programas de distintas cadenas españolas, debutando como reportera en Madrid directo (Telemadrid). Posteriormente ha formado parte del equipo de programas como el Método Gonzo de Antena 3 y Españoles en el Mundo de TVE. Después de este último programa, fue a vivir a Guinea Ecuatorial, país de origen de su padre, y a Londres. Al volver dirigió y guionizó documentales de En Tierra de los Nadie una serie sobre proyectos sociales y humanitarios emitida en Movistar TV. Actualmente es reportera del programa Aquí la Tierra, que pretende acercar al público la influencia de la climatología y la meteorología a nivel divulgativo. También destaca su colaboración con la comunidad en línea Afroféminas, que pretende dar voz a mujeres afrodescendientes y negras de habla hispana.
Es miembro de la asociación Espacio Afro, que tiene sede en el distrito Arganzuela de Madrid y se dedica a actividades como presentaciones, talleres y programación de creadores afrodescendientes.En este marco ha generado, junto al fotógrafo Laurent Leger Adame, Afromayores, un proyecto audiovisual con entrevistas a personas afroespañolas mayores de 65 años.

## Obra
En 2017 publicó Las que se atrevieron (editorial Sial Pigmalion) una recopilación de seis relatos cortos sobre mujeres blancas que se casaron con hombres de Guinea Ecuatorial durante los últimos años de la colonización española. La presentación oficial fue el 24 de mayo de 2017 en la galería Mamah Africa de Madrid.
En 2019 apareció su primera novela, Hija del camino, cuyos derechos compró Netflix para adaptarla a la pequeña pantalla en forma de serie.En 2023 Mbomío anunció en sus redes sociales que este proyecto de adaptación finalmente no había salido adelante. 
En 2024 publicó su segunda novela, Tierra de la luz, ambientada en el sur de España. Los personajes, jornaleras que trabajan en campos de cultivo, se ven amenazados por grupos xenófobos y empiezan a sufrir desapariciones paulatinas.